# Кольберг, Ханс
Ханс Кристиан Кольберг (дат. Hans Christian Colberg; 14 декабря 1921, Klemensker, Борнхольм — 25 сентября 2007) — датский футболист, защитник. Он играл в качестве любителя за «Фрем», выиграв чемпионат Дании в 1944 году, прежде чем уехал играть профессионально за итальянский клуб «Луккезе». Он сыграл четыре игры за национальную сборную Дании по футболу и был неиспользованным запасным в команде, которая выиграла бронзовые медали на летних Олимпийских играх 1948 года в Лондоне. Кольберг был первым игроком из Борнхольма, который играл в национальной сборной.

## Карьера
Кольберг был конструктивным игроком с большой выносливостью, но во время своего пребывания в Дании он чаще всего играл на позиции правого защитника. В команде «Фрем» он проигрывал в конкуренции Вальтер Кристенсен, а в национальной сборной предпочитали Акселя Пильмарка. Поэтому Кольберг обосновался на позиции крайнего защитника. В 1948 году Кольберг дебютировал за национальную сборную Дании, но его использовали лишь изредка. Он сыграл четыре международных матча, прежде чем подписал профессиональный контракт и был исключен из сборной. Кольберг подписал контракт с «Луккезе» из итальянской Серии А. Там он выступал на правой стороне в качестве креативного плеймейкера на позиции полузащитника. Кольберг отыграл три сезона за «красно-чёрныъ», включая последний сезон в Серии B, прежде чем завершить свою карьеру в 1953 году.

## Достижения

### «Фрем»
- Чемпион Дании: 1943/44

### Сборная
- Бронзовый призёр летних Олимпийских игр: 1948[7]